# Curvella
Curvella (лат.) — род лёгочных улиток подсемейства Subulininae из семейства Achatinidae.

## Описание
Раковина продолговато-коническая; виток низкий или высокий и быстро редуцированный; зародышевые витки гладкие; последующие витки с равномерно или нерегулярно расположенными толстыми или тонкими радиальными полосами или ребрышками. Апертура вертикальная, широкояйцевидная или продолговатая, несколько заостренная сверху; колумелла прямая; колумеллярный край расширен около умбиликуса. Пенис простой и короткий; эпифаллус и жгутик отсутствуют; влагалище крупное, мускулистое, почти равное длине пениса.

## Распространение
Этот род широко распространен от Африки до Южной Азии и Китая, и в нем зарегистрировано около 95 видов.

## Классификация
Известно около 95 видов. Род был впервые выделен в 1885 году. Типовой вид Bulimus grateloupi Pfeiffer, 1846. Таксон Curvella четко отличается от других родов Subulininae (Achatinidae, иногда отдельно Subulinidae), таких как Allopeas, Bacillum и Opeas, продолговато-конической раковиной, коротким шпилем, высоким и широким отверстием и гораздо более широкими последними витками. В гениталиях у этого рода более округлый, мускулистый, короткий пенис и более толстое влагалище, чем у Allopeas и Opeas. Для сравнения, два последних рода имеют тонкий, узкий, более удлиненный пенис и вагину по сравнению с Curvella. Однако в настоящее время для этого рода известны только гениталии Curvella sikkimensis.
- Curvella aethiopica
- Curvella afra
- Curvella amicitiae
- Curvella associata
- Curvella babaulti
- Curvella batesi
- Curvella bathyraphe
- Curvella bathytoma[5]
- Curvella caloglypta
- Curvella calorhaphe
- Curvella campyla
- Curvella catarractae
- Curvella chapini[5]
- †Curvella cheptumoae[6]
- Curvella conoidea
- Curvella croslyi
- Curvella dautzenbergi[5]
- Curvella deliciosa
- Curvella disparilis
- Curvella elevata
- Curvella elgonensis
- Curvella entebbensis
- Curvella euglypta
- Curvella farquhari[5]
- Curvella hadrotes[7]
- Curvella inornata
- Curvella kretschmeri
- Curvella langi[5]
- Curvella majubana
- Curvella masakana
- Curvella modesta
- Curvella myrmecophila
- Curvella nyasana
- Curvella orani[8]
- Curvella ovata
- Curvella poutiersi[8]
- †Curvella procampyla[6]
- Curvella puta
- Curvella saundersae
- Curvella sikkimensis[9][10]
- Curvella sinulabris
- Curvella sinuosa
- Curvella solidula
- Curvella straminea
- Curvella subgradata
- Curvella subvirescens
- Curvella succinea
- Curvella sulcata Chaper, 1885
- Curvella suturalis
- Curvella thysvillensis[5]
- Curvella tonkiniana
- Curvella transvaalensis
- Curvella usambarica[11]
- Curvella vohimena[12]
- Curvella whytei